# 巴里省
巴里省（義大利語：Provincia di Bari）是意大利普利亚大区的一个省，首府为巴里，2015年1月1日，它被巴里廣域市所取代。面积为5,138 km2（1,984 sq mi）。

## 经济
巴里省的耕地主要种植油橄欖、葡萄、桃和扁桃。从而得到橄欖油和葡萄酒。比通托特别以其特级初榨橄榄油而闻名，有科拉托（有本地土生品种Coratina）和焦维纳佐等著名产区。葡萄酒生产中心主要集中在巴里北部的普利亞區格拉維納和鲁沃迪普利亚以及巴里南部的阿德尔菲亚、诺伊卡塔罗、鲁蒂利亚诺和洛科罗通多。樱桃的生产也很重要；阿普利亚红在图里和普蒂尼亚诺的乡村尤其流行。